# Slaget vid Filippovo
Slaget vid Filippovo var ett fältslag under Karl X Gustavs polska krig, mellan Sverige och Polen. Slaget slutade med svensk seger.